# Jezioro Długie (Białoruś)
Jezioro Długie (biał. возера Доўгае, woziera Douhaje; ros. озеро Долгое, oziero Dołgoje) − jezioro w północnej Białorusi, w obwodzie witebskim, w rejonie brasławskim, w dorzeczu Dryświaty. Zajmuje powierzchnię 1,87 km², ma 3,53 km długości i do 1,25 km szerokości. Średnia głębokość jeziora wynosi 5,8 m, natomiast głębokość maksymalna to 31 m. Objętość akwenu jest równa 10,93 mln m³. Zlewnia jeziora ma powierzchnię 833 km² i jest to obszar lekko falisty, miejscami z drobnymi pagórkami, zbudowany z glin piaszczystych, piasków gliniastych i piasków, w większości zaorany, w 14% pokryty lasem.